# Saint-Laurent-la-Vernède
Saint-Laurent-la-Vernède este o comună în departamentul Gard din sudul Franței. În 2009 avea o populație de 710 de locuitori.

## Evoluția populației
| An        | 1975 | 1982 | 1990 | 1999 | 2006 | 2009 |
| --------- | ---- | ---- | ---- | ---- | ---- | ---- |
| Populație | 295  | 380  | 535  | 592  | 683  | 710  |